# Tarō Asō
Tarō Asō (麻生太郎?, Asō Tarō; Iizuka, 20 settembre 1940) è un politico ed ex tiratore a segno giapponese, Primo ministro del Giappone dal 2008 al 2009.

## Biografia
Nato a Iizuka nella prefettura di Fukuoka, sull'isola di Kyūshū, Aso è il maggiore di sei figli (tre maschi e tre femmine) di un'antica e ricca famiglia cattolica di industriali e politici: il padre Takakichi Asō era il presidente della società mineraria omonima e uno stretto collaboratore del più volte ministro Kakuei Tanaka, mentre la madre Kazuko era la figlia dell'ex-primo ministro Shigeru Yoshida. Asō è anche il bisnipote di Ōkubo Toshimichi, e sua moglie Chikako è la terza figlia dell'altro ex-primo ministro, Zenkō Suzuki. Sua sorella minore, Nobuko, è la moglie del principe Tomohito di Mikasa, primo cugino dell'imperatore Akihito. Riceve come nome di battesimo Francisco, in onore di San Francesco Saverio, missionario in Giappone.
Asō si è laureato presso la facoltà di Scienze Politiche ed Economiche dell'Università Gakushuin e ha poi continuato i suoi studi negli Stati Uniti presso la Università di Stanford, da cui però si è ritirato per volere della sua famiglia, che temeva una sua eccessiva americanizzazione. Dopo aver fatto il suo ritorno in Giappone ottenne però di recarsi nuovamente all'estero per studiare alla London School of Economics.
Dopo gli studi Asō ha lavorato per l'azienda di famiglia, lavorando in Brasile e poi per due anni in Sierra Leone, dove ha diretto una miniera di diamanti fino a quando la guerra civile scoppiata in quel paese non lo ha costretto a tornare in Giappone. Poco dopo essere rientrato in patria è subentrato nella direzione effettiva dell'azienda paterna nel 1966, diventando presidente della Società Mineraria Asō (incarico che ha ricoperto dal 1973 al 1979, fino alla sua entrata in politica).

## Carriera politica
Il 22 settembre 2008 è stato eletto presidente del Partito Liberaldemocratico e, come tale, è divenuto Primo ministro del Giappone il 24 settembre 2008, quarto negli ultimi quattro anni, data la presenza di una maggioranza liberaldemocratica alla Camera dei rappresentanti del parlamento giapponese. Ultraconservatore, è divenuto il primo capo di governo giapponese cristiano dai tempi di Masayoshi Ōhira, e settimo in assoluto.
Dopo la sconfitta del Partito Liberal Democratico alle elezioni regionali della Prefettura di Tokyo, ha indetto le elezioni politiche il 30 agosto 2009, sciogliendo successivamente la camera bassa della Dieta, e candidandosi come premier per l'LDP. Le elezioni hanno visto la vittoria dei democratici e la sconfitta dei liberaldemocratici guidati da Aso.
Il 26 dicembre del 2012 entra nel governo dell'LDP guidato da Shinzō Abe come vice-primo ministro e ministro delle finanze; mantiene tali ruoli anche dopo la nomina a premier di Yoshihide Suga.

## Vita privata
Appassionato sportivo, è un eccellente tiratore e ha fatto parte della squadra nazionale giapponese di Tiro a segno, con la quale ha partecipato ai XXI Giochi Olimpici, svoltisi nel 1976 a Montréal.
È un grande lettore di manga, tanto da aver previsto, nella sua politica, la promozione della cultura pop giapponese nel mondo, compresi anime e manga, e di aver citato, per esempio, Sailor Moon a un discorso agli studenti Sudcoreani durante un evento per lo scambio culturale tra studenti del Giappone e della Corea del sud, per spiegare come la realtà sia diversa se osservata dal punto di vista dei due stati.